# Радзивилл, Николай (ум. 1521)
Никола́й Радзиви́лл  (ок. 1470—1521)  — государственный и военный деятель Великого княжества Литовского. Крайчий литовский (1488—1493), подчаший литовский (1493—1505), маршалок великий литовский (1505), воевода трокский (1505—1510) и виленский (с 1510), канцлер великий литовский (с 1510). Основатель гонязско-мядельской линии рода Радзивиллов. Прозвище amor Poloniae (Любовь Польши) получил за пропаганду союза с Польшей в ВКЛ.

## Биография
Сын Николая Радзивилла Старого и Софьи Монивид. Участвовал в русско-литовских войнах 1500—1503, 1507—1508 и 1512—1522 годов. В 1500 году принимал участие в неудачной битве на Ведроше, в 1506 году — победной Клецкой битве с татарами.
В 1515 возглавлял посольство Великого княжества Литовского на съезде Ягеллонов и Габсбургов, проходившем в Братиславе и Вене. В 1518 получил титул князя «на Гонязе и Мяделе» от императора Священной Римской империи.
Одним из первых отстаивал необходимость польско-литовской унии. На протяжении всей жизни соперничал и конфликтовал (часто с применением военной силы) с воеводой троцким Альбрехтом Гаштольдом. Руководил возведением каменных стен Вильны.
Имел многочисленные поместья на территории современной Литвы (Ширвинты, Кейданы, Упники, Солы и другие), на Подляшье (Гонязь, Райгород, Кнышин), Ховхлу и Хотенчицы около Молодечно. Был старостой бобруйским и бельским.

## Семья
Был женат на Эльжбете из рода Саковичей, проживавшей в Мядельском замке, от которой имел сыновей Яна, Николая, епископа Жемайтии, Станислава и трёх дочерей.